# Bartramia spielhausii
Bartramia spielhausii är en bladmossart som beskrevs av C. Müller 1899. Bartramia spielhausii ingår i släktet äppelmossor, och familjen Bartramiaceae. Inga underarter finns listade i Catalogue of Life.